# Коллоу, Гай

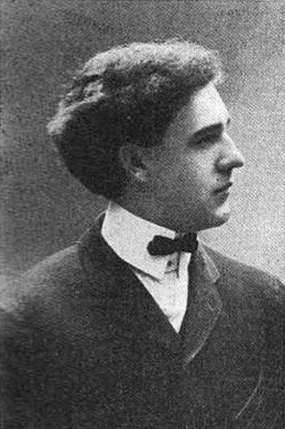
Гай Грегори Коллоу (до 1911 г.)

Гай Грегори Коллоу (англ. Guy Gregory Callow; 20 мая 1877, Понтиак, штат Мичиган — 6 октября 1948, Эванстон, штат Иллинойс) — американский скрипач.
Начал заниматься музыкой в Понтиаке под руководством Конрада Хофмана. Затем окончил Лейпцигскую консерваторию (ученик Ганса Зитта и Фридриха Хермана), после чего совершенствовал своё мастерство в Праге у Отакара Шевчика. Гастролировал по Европе и Южной Африке. В 1911 г. вернулся в США, преподавал в Чикаго.